# Polska na Letnich Igrzyskach Olimpijskich 1968
| Występy Polaków na Letnich Igrzyskach Olimpijskich 1968 |     |       |        |      |      |      |      |      |      |        |
| Sportowcy                                               | Lp. | złoto | srebro | brąz | 4 m. | 5 m. | 6 m. | 7 m. | 8 m. | Punkty |
| 176                                                     | 11. | 5     | 2      | 11   | 6    | 10   | 9    | 8    | 7    | 240    |

## Zdobyte medale
| Medale według dni | Medale według dni | Medale według dni | Medale według dni | Medale według dni | Medale według dni | Medale według dni |
| ----------------- | ----------------- | ----------------- | ----------------- | ----------------- | ----------------- | ----------------- |
| Dzień             | Data              |                   |                   |                   |                   |                   |
| Dzień 0           | 12.10             | –                 | –                 | –                 | –                 |                   |
| Dzień 1           | 13.10             | 0                 | 0                 | 1                 | 1                 |                   |
| Dzień 2           | 14.10             | 0                 | 0                 | 0                 | 0                 |                   |
| Dzień 3           | 15.10             | 1                 | 0                 | 2                 | 3                 |                   |
| Dzień 4           | 16.10             | 0                 | 0                 | 0                 | 0                 |                   |
| Dzień 5           | 17.10             | 1                 | 0                 | 2                 | 3                 |                   |
| Dzień 6           | 18.10             | 1                 | 0                 | 1                 | 2                 |                   |
| Dzień 7           | 19.10             | 0                 | 0                 | 1                 | 1                 |                   |
| Dzień 8           | 20.10             | 0                 | 0                 | 0                 | 0                 |                   |
| Dzień 9           | 21.10             | 0                 | 0                 | 0                 | 0                 |                   |
| Dzień 10          | 22.10             | 0                 | 0                 | 0                 | 0                 |                   |
| Dzień 11          | 23.10             | 1                 | 0                 | 0                 | 1                 |                   |
| Dzień 12          | 24.10             | 0                 | 0                 | 2                 | 2                 |                   |
| Dzień 13          | 25.10             | 0                 | 0                 | 2                 | 2                 |                   |
| Dzień 14          | 26.10             | 1                 | 2                 | 0                 | 3                 |                   |
| Dzień 15          | 27.10             | 0                 | 0                 | 0                 | 0                 |                   |

| Medal  | Zawodnik | Dyscyplina           | Konkurencja             | Rezultat | Data            |
| ------ | --- | -------------------- | ----------------------- | -------- | --------------- |
| Złoto  | Waldemar Baszanowski | Podnoszenie ciężarów | waga lekka              | 437,5    | 15 października |
| Złoto  | Jerzy Pawłowski | Szermierka           | szabla                  | 5:4      | 17 października |
| Złoto  | Irena Szewińska | Lekkoatletyka        | bieg na 200 m           | 22,5     | 18 października |
| Złoto  | Józef Zapędzki | Strzelectwo          | pistolet szybkostrzelny | 593      | 23 października |
| Złoto  | Jerzy Kulej | Boks                 | waga lekkopółśrednia    | 5:0      | 26 października |
| Srebro | Artur Olech | Boks                 | waga musza              | 0:5      | 26 października |
| Srebro | Józef Grudzień | Boks                 | waga lekka              | 0:5      | 26 października |
| Brąz   | Henryk Trębicki | Podnoszenie ciężarów | waga kogucia            | 357,5    | 13 października |
| Brąz   | Marian Zieliński | Podnoszenie ciężarów | waga lekka              | 420,0    | 15 października |
| Brąz   | Irena Szewińska | Lekkoatletyka        | bieg na 100 m           | 11,1     | 15 października |
| Brąz   | Janusz Kierzkowski | Kolarstwo            | wyścig na 1000 m        | 1:04.63  | 17 października |
| Brąz   | Norbert Ozimek | Podnoszenie ciężarów | waga półciężka          | 472,5    | 17 października |
| Brąz   | Marek Gołąb | Podnoszenie ciężarów | waga lekkociężka        | 495,0    | 18 października |
| Brąz   | Bohdan Andrzejewski Kazimierz Barburski Michał Butkiewicz Bohdan Gonsior Henryk Nielaba | Szermierka           | szpada drużynowo        | 9:3      | 19 października |
| Brąz   | Hubert Skrzypczak | Boks                 | waga papierowa          | 1:4      | 24 października |
| Brąz   | Stanisław Dragan | Boks                 | waga półciężka          | 1:4      | 24 października |
| Brąz   | Halina Aszkiełowicz Krystyna Czajkowska Krystyna Jakubowska Krystyna Krupa Józefa Ledwig Jadwiga Marko-Książek Barbara Niemczyk Krystyna Ostromęcka Elżbieta Porzec Zofia Szcześniewska Wanda Wiecha Lidia Żmuda | Siatkówka            | turniej kobiet          | 12 (5-2) | 25 października |
| Brąz   | Egon Franke Adam Lisewski Ryszard Parulski Zbigniew Skrudlik Witold Woyda | Szermierka           | floret drużynowo        | 9:6      | 25 października |

## Występy Polaków

### Boks
- Hubert Skrzypczak – waga papierowa, 3.–4. miejsce (brązowy medal)
- Artur Olech – waga musza, 2. miejsce (srebrny medal)
- Jan Gałązka – waga kogucia, przegrał 1. walkę (2. eliminacja)
- Jan Wadas – waga piórkowa, przegrał 1. walkę (1. eliminacja)
- Józef Grudzień – waga lekka, 2. miejsce (srebrny medal)
- Jerzy Kulej – waga lekkopółśrednia, 1. miejsce (złoty medal)
- Marian Kasprzyk – waga półśrednia, przegrał 1. walkę (2. eliminacja)
- Witold Stachurski – waga lekkośrednia, przegrał 1. walkę (1. eliminacja)
- Wiesław Rudkowski – waga średnia, odpadł w ćwierćfinale
- Stanisław Dragan – waga półciężka, 3.–4. miejsce (brązowy medal)
- Lucjan Trela – waga ciężka, przegrał 1. walkę (eliminacje)

### Gimnastyka sportowa
- Łucja Ochmańska – wielobój, 40. miejsce; ćwiczenia wolne, 43. miejsce; poręcze, 44. miejsce; skok przez konia, 44. miejsce; równoważnia, 41. miejsce
- Wiesława Lech – wielobój, 42. miejsce; ćwiczenia wolne, 47. miejsce; poręcze, 39. miejsce; skok przez konia, 65. miejsce; równoważnia, 38. miejsce
- Barbara Zięba – wielobój, 46. miejsce; ćwiczenia wolne, 63. miejsce; poręcze, 50. miejsce; skok przez konia, 51. miejsce; równoważnia, 49. miejsce
- Grażyna Witkowska – wielobój, 55. miejsce; ćwiczenia wolne, 43. miejsce; poręcze, 37. miejsce; skok przez konia, 68. miejsce; równoważnia, 70. miejsce
- Halina Daniec – wielobój, 67. miejsce; ćwiczenia wolne, 55. miejsce; poręcze, 45. miejsce; skok przez konia, 63. miejsce; równoważnia, 85. miejsce
- Małgorzata Chojnacka – wielobój, 82. miejsce; ćwiczenia wolne, 65. miejsce; poręcze, 61. miejsce; skok przez konia, 84. miejsce; równoważnia, 88. miejsce
- Drużyna (Ochmańska, Lech, Zięba, Witkowska, Daniec, Chojnacka) – wielobój, 10. miejsce
- Wilhelm Kubica – wielobój, 11. miejsce; ćwiczenia wolne, 21. miejsce; koń z łękami, 4. miejsce; kółka, 17. miejsce; poręcze, 9. miejsce; skok przez konia, 18. miejsce; drążek, 8. miejsce
- Mikołaj Kubica – wielobój, 13. miejsce; ćwiczenia wolne, 24. miejsce; koń z łękami, 8. miejsce; kółka, 13. miejsce; poręcze, 15. miejsce; skok przez konia, 13. miejsce; drążek, 25. miejsce
- Sylwester Kubica – wielobój, 31. miejsce; ćwiczenia wolne, 26. miejsce; koń z łękami, 27. miejsce; kółka, 58. miejsce; poręcze, 35. miejsce; skok przez konia, 63. miejsce; drążek, 51. miejsce
- Andrzej Gonera – wielobój, 39. miejsce; ćwiczenia wolne, 61. miejsce; koń z łękami, 43. miejsce; kółka, 28. miejsce; poręcze, 45. miejsce; skok przez konia, 43. miejsce; drążek, 51. miejsce
- Aleksander Rokosa – wielobój, 44. miejsce; ćwiczenia wolne, 52. miejsce; koń z łękami, 59. miejsce; kółka, 32. miejsce; poręcze, 55. miejsce; skok przez konia, 30. miejsce; drążek, 58. miejsce
- Jerzy Kruża – wielobój, 53. miejsce; ćwiczenia wolne, 60. miejsce; koń z łękami, 40. miejsce; kółka, 61. miejsce; poręcze, 69. miejsce; skok przez konia, 54. miejsce; drążek, 58. miejsce
- Drużyna: (W. Kubica, M. Kubica, S. Kubica, Gonera, Rokosa, Kruża) – wielobój, 5. miejsce

### Jeździectwo
- Marian Kozicki – konkurs skoków, 35. miejsce
- Antoni Pacyński – konkurs skoków, 38. miejsce
- Piotr Wawryniuk – konkurs skoków, 39. miejsce
- Drużyna Jan Kowalczyk, Antoni Pacyński, Piotr Wawryniuk – konkurs skoków, 11. miejsce

### Kajakarstwo
- Stanisława Szydłowska – K-1 500 m, odpadła w półfinale
- Izabella Antonowicz, Jadwiga Doering – K-2 500 m, 9. miejsce
- Władysław Szuszkiewicz – K-1 1000 m, 4. miejsce
- Ryszard Marchlik, Rafał Piszcz, Władysław Zieliński, Ewald Janusz – K-4 1000 m, 8. miejsce

### Kolarstwo
- Janusz Kierzkowski – tor, 1000 m ze startu zatrzymanego, 3. miejsce (brązowy medal)
- Rajmund Zieliński – tor, 4000 m na dochodzenie, odpadł w eliminacjach
- Janusz Kierzkowski, Wacław Latocha, Wojciech Matusiak, Rajmund Zieliński – tor, 4000 m na dochodzenie, 5.–8. miejsce
- Marian Kegel – szosa, 10. miejsce
- Kazimierz Jasiński – szosa, 59. miejsce
- Zygmunt Hanusik – szosa, 62. miejsce
- Zenon Czechowski – szosa, nie ukończył
- Andrzej Bławdzin, Zenon Czechowski, Marian Kegel, Jan Magiera – szosa drużynowo na czas, 6. miejsce

### Koszykówka
Mieczysław Łopatka, Bohdan Likszo, Kazimierz Frelkiewicz, Grzegorz Korcz, Włodzimierz Trams, Czesław Malec, Henryk Cegielski, Adam Niemiec, Bolesław Kwiatkowski, Andrzej Pasiorowski, Edward Jurkiewicz, Andrzej Kasprzak – 6. miejsce

### Lekkoatletyka
- Irena Szewińska – 100 m, 3. miejsce (brązowy medal) ; 200 m, 1. miejsce (złoty medal) ; skok w dal, odpadła w eliminacjach
- Danuta Straszyńska – 80 m przez płotki, 6. miejsce
- Elżbieta Żebrowska – 80 m przez płotki, 7. miejsce
- Teresa Sukniewicz – 80 m przez płotki, odpadła w półfinale
- Danuta Straszyńska, Mirosława Sarna, Urszula Jóźwik, Irena Szewińska – sztafeta 4 × 100 m, odpadła w półfinale
- Mirosława Sarna – skok w dal, 5. miejsce
- Daniela Jaworska – rzut oszczepem, 5. miejsce
- Lucyna Krawcewicz – rzut oszczepem, 12. miejsce
- Marian Dudziak – 100 m, odpadł w ćwierćfinale
- Wiesław Maniak – 100 m, odpadł w eliminacjach
- Zenon Nowosz – 100 m, odpadł w eliminacjach
- Edward Romanowski – 200 m, odpadł w półfinale
- Andrzej Badeński – 400 m, 7. miejsce
- Jan Werner – 400 m, odpadł w półfinale
- Jan Balachowski – 400 m, odpadł w ćwierćfinale
- Henryk Szordykowski – 800 m, odpadł w półfinale; 1500 m, 7. miejsce
- Jerzy Maluśki – 1500 m, odpadł w eliminacjach
- Edward Stawiarz – 5000 m, odpadł w eliminacjach; 10 000 m, nie ukończył
- Roland Brehmer – 5000 m, odpadł w eliminacjach (nie ukończył)
- Wilhelm Weistand – 400 m przez płotki, odpadł w eliminacjach
- Jan Cych – 3000 m z przeszkodami, odpadł w eliminacjach
- Wiesław Maniak, Edward Romanowski, Zenon Nowosz, Marian Dudziak – sztafeta 4 × 100 m, 8. miejsce
- Stanisław Grędziński, Jan Balachowski, Jan Werner, Andrzej Badeński – sztafeta 4 × 400 m, 4. miejsce
- Andrzej Stalmach – skok w dal, 8. miejsce
- Józef Szmidt – trójskok, 7. miejsce
- Jan Jaskólski – trójskok, odpadł w eliminacjach
- Władysław Komar – pchnięcie kulą, 6. miejsce
- Edmund Piątkowski – rzut dyskiem, 7. miejsce
- Leszek Gajdziński – rzut dyskiem, odpadł w eliminacjach
- Władysław Nikiciuk – rzut oszczepem, 4. miejsce
- Janusz Sidło – rzut oszczepem, 7. miejsce
- Mieczysław Rutyna – chód na 20 km, 26. miejsce; chód na 50 km, 22. miejsce

### Pływanie
- Władysław Wojtakajtis – 200 m stylem dowolnym, odpadł w eliminacjach (31. czas); 400 m stylem dowolnym, odpadł w eliminacjach (19. czas); 1500 m stylem dowolnym, odpadł w eliminacjach (18. czas)
- Zbigniew Pacelt – 200 m stylem dowolnym, odpadł w eliminacjach (33. czas); 200 m stylem zmiennym, odpadł w eliminacjach (23. czas); 400 m stylem zmiennym, odpadł w eliminacjach (23. czas)
- Józef Klukowski – 100 m stylem klasycznym, odpadł w półfinale; 200 m stylem klasycznym, odpadł w eliminacjach (24. czas)
- Jacek Krawczyk – 200 m stylem motylkowym, odpadł w eliminacjach (24. czas); 200 m stylem zmiennym, odpadł w eliminacjach (25. czas); 400 m stylem zmiennym, odpadł w eliminacjach (22. czas)

### Podnoszenie ciężarów
- Henryk Trębicki – waga kogucia, 3. miejsce (brązowy medal)
- Jan Wojnowski – waga piórkowa, 4. miejsce
- Mieczysław Nowak – waga piórkowa, 5. miejsce
- Waldemar Baszanowski – waga lekka, 1. miejsce (złoty medal)
- Marian Zieliński – waga lekka, 3. miejsce (brązowy medal)
- Norbert Ozimek – waga półciężka, 3. miejsce (brązowy medal)
- Marek Gołąb – waga lekkociężka, 3. miejsce (brązowy medal)

### Siatkówka
- Halina Aszkiełowicz, Krystyna Czajkowska, Krystyna Jakubowska, Krystyna Krupa, Józefa Ledwig, Jadwiga Marko-Książek, Barbara Niemczyk, Krystyna Ostromęcka, Elżbieta Porzec, Zofia Szcześniewska, Wanda Wiecha, Lidia Żmuda – 3. miejsce (brązowy medal)
- Wojciech Rutkowski, Zdzisław Ambroziak, Hubert Wagner, Edward Skorek, Stanisław Gościniak, Zbigniew Jasiukiewicz, Romuald Paszkiewicz, Tadeusz Siwek, Aleksander Skiba, Jerzy Szymczyk, Zbigniew Zarzycki, Stanisław Zduńczyk – 5. miejsce

### Skoki do wody
- Bogusława Pietkiewicz – wieża, 5. miejsce; trampolina (22. miejsce)
- Elżbieta Wierniuk – wieża, odpadła w eliminacjach (15. miejsce); trampolina, 11. miejsce
- Włodzimierz Mejsak – wieża, odpadł w eliminacjach (13. miejsce)
- Jakub Puchow – wieża, odpadł w eliminacjach (21. miejsce); trampolina, odpadł w eliminacjach (15. miejsce)
- Jerzy Kowalewski – wieża, odpadł w eliminacjach (22. miejsce); trampolina, odpadł w eliminacjach (21. miejsce)

### Strzelectwo
- Paweł Małek – pistolet dowolny 50 m, 5. miejsce
- Rajmund Stachurski – pistolet dowolny 50 m, 28. miejsce
- Józef Zapędzki – pistolet szybkostrzelny 25 m, 1. miejsce (złoty medal)
- Wacław Hamerliński – pistolet szybkostrzelny 25 m, 16. miejsce
- Jerzy Nowicki – karabinek sportowy 3 pozycje 50 m, 24. miejsce; karabinek sportowy leżąc 50 m, 21. miejsce
- Ryszard Fander – karabinek sportowy 3 pozycje 50 m, 25. miejsce; karabin dowolny 3 pozycje 300 m, 15. miejsce
- Eulalia Rolińska – karabinek sportowy leżąc 50 m, 22. miejsce
- Eugeniusz Pędzisz – karabin dowolny 3 pozycje 300 m, 20. miejsce
- Adam Smelczyński – rzutki trap, 6. miejsce
- Włodzimierz Danek – rzutki skeet, 23. miejsce
- Wiesław Gawlikowski – rzutki skeet, 24. miejsce

### Szermierka
- Halina Balon – floret, odpadła w eliminacjach
- Elżbieta Cymerman – floret, odpadła w eliminacjach
- Kamilla Składanowska – floret, odpadła w eliminacjach
- Halina Balon, Elżbieta Cymerman, Wanda Fukała, Elżbieta Pawlas, Kamilla Składanowska – floret, odpadły w eliminacjach
- Witold Woyda – floret, odpadł w półfinale
- Ryszard Parulski – floret, odpadł w ćwierćfinale
- Adam Lisewski – floret, odpadł w eliminacjach
- Egon Franke, Adam Lisewski, Ryszard Parulski, Zbigniew Skrudlik, Witold Woyda – floret, 3. miejsce (brązowy medal)
- Bohdan Andrzejewski – szpada, odpadł w eliminacjach
- Bohdan Gonsior – szpada, odpadł w eliminacjach
- Henryk Nielaba – szpada, odpadł w eliminacjach
- Bohdan Andrzejewski, Kazimierz Barburski, Michał Butkiewicz, Bohdan Gonsior, Henryk Nielaba – szpada, 3. miejsce (brązowy medal)
- Jerzy Pawłowski – szabla, 1. miejsce (złoty medal)
- Józef Nowara – szabla, 6. miejsce
- Emil Ochyra – szabla, odpadł w eliminacjach
- Zygmunt Kawecki, Józef Nowara, Emil Ochyra, Jerzy Pawłowski, Franciszek Sobczak – szabla, 5. miejsce

### Wioślarstwo
- Zdzisław Bromek – jedynki, 7. miejsce
- Jerzy Broniec, Alfons Ślusarski – dwójki bez sternika, 8. miejsce

### Zapasy
- Jan Michalik – styl klasyczny, waga musza, 17.–20. miejsce
- Józef Lipień – styl klasyczny, waga kogucia, 16. miejsce
- Tadeusz Godyń – styl klasyczny, waga piórkowa, 16.–18. miejsce; styl wolny, waga piórkowa, 17.–18. miejsce
- Adam Ostrowski – styl klasyczny, waga półśrednia, 11.–12. miejsce
- Czesław Kwieciński – styl klasyczny, waga średnia, 7.–8. miejsce
- Wacław Orłowski – styl klasyczny, waga półćiężka, 6.–8. miejsce
- Edward Wojda – styl klasyczny, waga ciężka, 8. miejsce
- Zbigniew Żedzicki – styl wolny, waga kogucia, 6. miejsce
- Janusz Pająk – styl wolny, waga lekka, 9.–10. miejsce
- Jan Wypiorczyk – styl wolny, waga średnia, 16.–17. miejsce
- Ryszard Długosz – styl wolny, waga półciężka, 6.–7. miejsce
- Wiesław Bocheński – styl wolny, waga ciężka, 10.–12. miejsce

### Żeglarstwo
- Andrzej Zawieja – Finn, 12. miejsce
- Andrzej Iwiński, Ludwik Raczyński – Latający Holender, 24 miejsce